# 2009年国家领导人列表

## 非洲
- 阿尔及利亚
  - 总统：（Abdelaziz Bouteflika）（1999年－）
  - 总理：艾哈迈德·奥亚希亚（Ahmed Ouyahia）（2008年－）
- 安哥拉
  - 总统：（José Eduardo dos Santos）（1979年－）
  - 总理：保罗·卡索马（Paulo Kassoma）（2008年－）
- 贝宁
  - 总统：亚伊·博尼（Yayi Boni）（2006年－）
- 博茨瓦纳
  - 总统：伊恩·卡马（Ian Khama）（2008年－）
- 布基纳法索
  - 总统：布莱兹·孔波雷（Blaise Compaoré）（1987年－）
  - 总理：泰尔蒂于·宗戈（Tertius Zongo）（2007年－）
- 布隆迪
  - 总统：皮埃尔·恩库伦齐扎（Pierre Nkurunziza）（2005年－）
- 喀麦隆
  - 总统：保罗·比亚（Paul Biya）（1982年－）
  - 总理：埃弗拉伊姆·伊诺尼（Ephraim Inoni）（2004年－）
- 佛得角
  - 总统：佩德罗·皮雷斯（Pedro Pires）（2001年－）
  - 总理：若泽·马里亚·内维斯（José Maria Neves）（2001年－）
- 中非共和国
  - 总统：弗朗索瓦·博齐泽（François Bozizé）（2003年－）
  - 总理：福斯坦-阿尔尚热·图瓦德拉（Faustin-Archange Touadéra）（2008年－）
- 乍得
  - 总统：伊德里斯·德比（Idriss Déby）（1990年－）
  - 总理：优素福·萨利赫·阿巴斯（Youssouf Saleh Abbas）（2008年－）
- 科摩罗
  - 总统：艾哈迈德·阿卜杜拉·穆罕默德·桑比（Ahmed Abdallah Sambi）（2006年－）
- 刚果民主共和国
  - 总统：约瑟夫·卡比拉（Joseph Kabila）（2001年－）
  - 总理：阿道尔夫·穆基杜（Adolphe Muzito）（2008年－）
- 刚果共和国
  - 总统：德尼·萨索·恩格索（Denis Sassou Nguesso）（1997年－）
  - 总理：伊西多尔·姆武巴（Isidore Mvouba）（2005年－）
- 科特迪瓦
  - 总统：洛朗·巴博（Laurent Gbagbo）（2000年－）
  - 总理：纪尧姆·索罗（Guillaume Soro）（2007年－）
- 吉布堤
  - 总统：伊斯梅尔·奥马尔·盖莱（Ismail Omar Guelleh）（1999年－）
  - 总理：迪莱塔·穆罕默德·迪莱塔（Dileita Mohamed Dileita）（2001年－）
- 赤道几内亚
  - 总统：特奥多罗·奥比昂·恩圭马·姆巴索戈（Teodoro Obiang Nguema Mbasogo）（1979年－）
  - 总理：伊格纳西奥·米拉姆·坦恩（Ignacio Milam Tang）（2008年－）
- 厄立特里亚
  - 总统：伊萨亚斯·阿费沃尔基（Isaias Afwerki）（1993年－）
- 埃塞俄比亚
  - 总统：吉尔马·沃尔德-乔治斯（Girma Wolde-Giorgis）（2001年－）
  - 总理：梅莱斯·泽纳维（Meles Zenawi）（1995年－）
- 加蓬
  - 总统：
    1. 奥马尔·邦戈（Omar Bongo）（1967年－2009年）
    2. 罗斯·弗兰西娜·罗贡贝（Rose Francine Rogombé）（2009年）

  - 总理： 让·埃耶格·恩东（Jean Eyeghe Ndong）（2006年－）
- 冈比亚
  - 总统：叶海亚·贾梅（Yahya Jammeh）（1994年－）
- 加纳
  - 总统：
    1. 约翰·库福尔（John Kufuor）（2001年－2009年）
    2. 约翰·阿塔·米尔斯（John Atta Mills）（2009年－）
- 几内亚
  - 几内亚国家民主和发展委员会主席：穆萨·达迪斯·卡马拉（Moussa Dadis Camara）（2008年－）
  - 总理：
    1. 艾哈迈德·蒂迪亚内·苏瓦雷（Ahmed Tidiane Souaré）（2008年－2009年）
    2. 卡比内·科马拉（Kabine Komara）（2009年－）
- 几内亚比绍
  - 总统：
    1. 雷蒙多·佩雷拉（Raimundo Pereira）（2009年）
    2. 马兰·巴卡伊·萨尼亚（Malam Bacai Sanhá）（2009年－）

  - 总理：
    1. 卡洛斯·科雷亚（Carlos Correia）（2008年－2009年）
    2. 卡洛斯·戈梅斯·茹尼奥尔（Carlos Gomes Júnior）（2009年－）
- 肯尼亚
  - 总统：姆瓦伊·基巴基（Mwai Kibaki）（2002年－）
  - 总理：拉伊拉·奥廷加（Raila Odinga）（2008年－）
- 莱索托
  - 国王：莱齐三世（Letsie III）（1996年－）
  - 首相：帕卡利塔·莫西西利（Pakalitha Mosisili）（1998年－）
- 利比里亚
  - 总统：埃伦·约翰逊-瑟利夫（Ellen Johnson-Sirleaf）（2006年－）
- 利比亚
  - 革命领导人：穆阿迈尔·卡扎菲（Muammar al-Qaddafi）（1969年－）
  - 总人民大会秘书：穆夫塔·穆罕默德·凯巴（Miftah Muhammed K'eba）（2008年－）
  - 总人民委员会秘书：巴格达迪·马哈茂迪（Baghdadi Mahmudi）（2006年－）
- 马达加斯加
  - 总统：
    1. 马克·拉瓦卢马纳纳（Marc Ravalomanana）（2002年－2009年）
    2. 安德里·拉乔利纳（Andry Nirina Rajoelina）（2009年—）

  - 总理：夏尔·拉贝马南贾拉（Charles Rabemananjara）（2007年－）
- 马拉维
  - 总统：宾古·瓦·穆塔里卡（Bingu wa Mutharika）（2004年－）
- 马里
  - 总统：阿马杜·图马尼·杜尔（Amadou Toumani Touré）（2002年－）
  - 总理：莫迪博·西迪贝（Modibo Sidibé）（2007年－）
- 毛里塔尼亚
  - 总统：穆罕默德·乌尔德·阿卜杜勒·阿齐兹（Mohamed Ould Abdel Aziz）（2008年－）
  - 总理：穆拉耶·乌尔德·穆罕默德·拉格达夫（Moulaye Ould Mohamed Laghdaf）（2008年－）
- 毛里求斯
  - 总统：阿内罗德·贾格纳特（Anerood Jugnauth）（2003年－）
  - 总理：纳温·拉姆古兰（Navin Ramgoolam）（2005年－）
- 摩洛哥
  - 君主：穆罕默德六世（Mohammed VI）（1999年－）
  - 首相：阿巴斯·法西（Abbas El Fassi）（2007年－）
- 莫桑比克
  - 总统：阿曼多·格布扎（Armando Guebuza）（2005年－）
  - 总理：路易莎·迪奥戈（Luisa Diogo）（2004年－）
- 纳米比亚
  - 总统：希菲凯普涅·波汉巴（Hifikepunye Pohamba）（2005年－）
  - 总理：纳哈斯·安古拉（Nahas Angula）（2005年－）
- 尼日尔
  - 总统：坦贾·马马杜（Tandja Mamadou）（1999年－）
  - 总理：赛义尼·奥马鲁（Seyni Oumarou）（2007年－）
- 尼日利亚
  - 总统：奥马鲁·亚拉杜瓦（Umaru Musa Yar'Adua）（2007年－）
- 卢旺达
  - 总统：保罗·卡加梅（Paul Kagame）（2000年－）
  - 总理：贝尔纳·马库扎（Bernard Makuza）（2000年－）
- 圣多美和普林西比
  - 总统：弗拉迪克·德梅内塞斯（Fradique de Menezes）（2001年－）
  - 总理：若阿金·拉斐尔·布兰科（Joaquim Rafael Branco）（2008年－）
- 塞內加尔
  - 总统：阿卜杜拉耶·瓦德（Abdoulaye Wade）（2000年－）
  - 总理：谢赫·哈吉布·苏马雷（Cheikh Hadjibou Soumaré）（2007年－）
- 塞舌尔
  - 总统：詹姆斯·米歇尔（James Michel）（2004年－）
- 塞拉利昂
  - 总统：欧内斯特·巴伊·科罗马（Ernest Bai Koroma）（2007年－）
- 索马里
  - 总统：阿丹·穆罕默德·努尔·马多贝（Adan Mohamed Nuur Madobe）（2008年－）
  - 总理：努尔·哈桑·侯赛因（Nur Hassan Hussein）（2007年－）
- 南非
  - 总统：
    1. 卡莱马·莫特兰蒂（Kgalema Motlanthe）（2008年－2009年）
    2. 雅各布·祖玛（Jacob Gedleyihlekisa Zuma）（2009年—）
- 苏丹
  - 总统：奥马尔·贝希尔（Omar al-Bashir）（1989年－）
- 斯威士兰
  - 君主：姆斯瓦蒂三世（Mswati III）（1986年－）
  - 首相：滕巴·德拉米尼（Themba Dlamini）（2003年－）
- 坦桑尼亚
  - 总统：贾卡亚·基奎特（Jakaya Kikwete）（2005年－）
  - 总理：
    1. 爱德华·洛瓦萨（Edward Lowassa）（2005年－2008年）
    2. 迈曾戈·平达（Mizengo Pinda）（2008年－）
- 多哥
  - 总统：福雷·纳辛贝（Faure Gnassingbé）（2005年－）
  - 总理：吉尔贝·宏博（Gilbert Houngbo）（2008年－）
- 突尼斯
  - 总统：齐纳·阿比丁·本·阿里（Zine El Abidine Ben Ali）（1987年－）
  - 总理：穆罕默德·盖努希（Mohamed Ghannouchi）（1999年－）
- 乌干达
  - 总统：约韦里·穆塞韦尼（Yoweri Museveni）（1986年－）
  - 总理：阿波罗·恩西班比（Apolo Nsibambi）（1999年－）
- 西撒哈拉
  - 总统：穆罕默德·阿卜杜勒-阿齐兹（Mohammed Abdelaziz）（1976年－）
  - 总理：阿卜杜勒-卡德尔·塔利布·奥马尔（Abdelkader Taleb Oumar）（2003年－）
- 赞比亚
  - 总统：鲁皮亚·班达（Rupiah Banda）（2008年－）
- 津巴布韦
  - 总统：罗伯特·穆加贝（Robert Mugabe）（1987年－）
  - 总理：摩根·茨万吉拉伊（Morgan Tsvangirai）（2008年－）

## 亚洲
- 阿富汗
  - 总统：哈米德·卡尔扎伊（Hamid Karzai）（2001年－）
- 孟加拉国
  - 总统：伊阿久丁·艾哈迈德（Iajuddin Ahmed）（2002年－）
  - 总理：
    1. 法赫尔丁·艾哈迈德（Fakhruddin Ahmed）（2007年－2009年）
    2. 谢赫·哈西娜（Sheikh Hasina）（2009年－）
- 不丹
  - 国王：吉格梅·凯撒·纳姆加尔·旺楚克（Jigme Khesar Namgyal Wangchuck）（2006年－）
  - 首相：吉格梅·廷里（Jigme Thinley）（2008年－）
- 文莱
  - 苏丹：哈桑纳尔·博尔基亚（Hassanal Bolkiah）（1967年－）
- 柬埔寨
  - 国王：诺罗敦·西哈莫尼（Norodom Sihamoni）（2004年－）
  - 首相：（Hun Sen）（1998年－）
- 中华人民共和国
  - 中共中央总书记：胡锦涛（2002年－）
  - 国家主席：胡锦涛（2003年－）
  - 国务院总理：温家宝（2003年－）
- 中華民國
  - 總統：馬英九（2008年－）
    1. 行政院院長：劉兆玄（2008年－2009年）
    2. 吳敦義（2009年－）
- 东帝汶
  - 总统：若泽·拉莫斯·奥尔塔（José Ramos Horta）（2007年－）
  - 总理：沙纳纳·古斯芒（Xanana Gusmão）（2007年－）
- 印度
  - 总统：普拉蒂巴·帕蒂尔（Pratibha Patil）（2007年－）
  - 总理：曼莫汉·辛格（Manmohan Singh）（2004年－）
- 印度尼西亚
  - 总统：（Susilo Bambang Yudhoyono）（2004年－）
- 日本
  - 天皇：明仁（Akihito）（1989年－）
  - 内阁总理大臣：麻生太郎（	Asō Tarō）（2008年－2009年）
    1. 鳩山由紀夫（Hatoyama Yukio）（2009年－2010年）
- 哈萨克斯坦
  - 总统：努尔苏丹·纳扎尔巴耶夫（Nursultan Nazarbayev）（1991年－）
  - 总理：卡里姆·马西莫夫（Karim Masimov）（2007年－）
- 朝鲜
  - 最高领导人：金正日（Kim Jong-il）（1994年－）
  - 最高人民议会常任委员会委员长：金永南（Kim Yong-nam）（1998年－）
  - 内阁总理：金英日（Kim Yong-il）（2007年－）
- 韩国
  - 总统：李明博（Lee Myung Bak）（2008年－）
    1. 国务总理：韩昇洙（Ham Seung-soo）（2008年－2009年）
    2. 鄭雲燦（Jeong Un-chan）（2009年－）
- 吉尔吉斯斯坦
  - 总统：库尔曼别克·巴基耶夫（Kurmanbek Bakiyev）（2005年－）
  - 总理：伊戈尔·丘季诺夫（Igor Chudinov）（2007年－）
- 老挝
  - 老挝人革党中央总书记：朱马利·赛雅宋（Choummaly Sayasone）（2006年－）
  - 国家主席：朱马利·赛雅宋（Choummaly Sayasone）（2006年－）
  - 总理：布瓦松·布帕万（Bouasone Bouphavanh）（2006年－）
- 马来西亚
  - 最高元首：苏丹米占·再那·阿比丁（Sultan Mizan Zainal Abidin）（2006年－）
    1. 首相：阿都拉·巴达威（Dato' Seri Abdullah bin Ahmad Badawi）（2003年－2009年）
    2. 纳吉·阿卜杜拉萨（2009年－）
- 马尔代夫
  - 总统：穆罕默德·纳希德（Mohamed Nasheed）（2008年－）
- 蒙古
  -     1. 总统：那木巴尔·恩赫巴亚尔（Намбарын Энхбаяр）（2005年－2009年）
    2. 查希亚·额勒贝格道尔吉（Tsakhiagiin Elbegdorj）（2009年－）

  - 总理：桑吉·巴亚尔（Sanjaagiin Bayar）（2007年－）
- 缅甸
  - 国家和平与发展委员会主席：丹瑞（Than Shwe）（1992年－）
  - 总理：登盛（Thein Sein）（2007年－）
- 尼泊尔
  - 总统：拉姆·巴兰·亚达夫（Ram Baran Yadav）（2008年－）
  - 总理：普拉昌达（Prachanda）（2008年－）
- 巴基斯坦 -
  - 总统：阿西夫·阿里·扎尔达里（Asif Ali Zardari）（2008年－）
  - 总理：优素福·拉扎·吉拉尼（Yousaf Raza Gillani）（2008年－）
- 菲律宾
  - 总统：格洛丽亚·马卡帕加尔·阿罗约（Gloria Macapagal-Arroyo）（2004年－）
- 新加坡
  - 总统：塞拉潘·纳丹（S. R. Nathan）（1999年－）
  - 总理：李显龙（Lee Hsien Loong）（2004年－）
- 斯里兰卡
  - 总统：马欣达·拉贾帕克萨（Mahinda Rajapakse）（2005年－）
  - 总理：拉特纳西里·维尔勒马纳亚克（Ratnasiri Wickremanayake）（2005年－）
- 塔吉克斯坦
  - 总统：埃莫马利·拉赫蒙（Emomali Rahmon）（1992年－）
  - 总理：阿基勒·阿基洛夫（Akil Akilov）（1999年－）
- 泰国
  - 国王：普密蓬·阿杜德（Bhumibol Adulyadej）（1946年－）
  - 总理：阿披实·维乍集瓦（Abhisit Vejjajiva）（2008年－）
- 土库曼斯坦
  - 总统：古尔班古雷·别尔德穆罕默多夫（Gurbanguly Berdimuhammedow）（2006年－）
- 乌兹別克斯坦
  - 总统：伊斯拉姆·卡里莫夫（Islam Karimov）（1991年－）
  - 总理：沙夫卡特·米尔季约耶夫（Shavkat Mirziyayev）（2003年－）
- 越南
  - 越共中央总书记：农德孟（Nong Duc Manh）（2001年－）
  - 国家主席：阮明哲（Nguyen Minh Triet）（2006年－）
  - 政府总理：阮晋勇（Nguyen Tan Dung）（2006年－）

## 欧洲
- 阿尔巴尼亚
  - 总统：巴米尔·托皮（Bamir Topi）（2007年－）
  - 总理：萨利·贝里沙（Sali Berisha）（2005年－）
- 安道尔
  - 大公：
    - 法国总统：尼古拉·萨科齐（Nicolas Sarkozy）（2007年－）
    - 西班牙乌赫尔地方主教：霍安·恩里克·比韦斯·西西利亚（Joan Enric Vives Sicília）（2003年－）

  - 首相：阿尔韦特·平塔特（Albert Pintat）（2005年－）
- 亚美尼亚
  - 总统：谢尔日·萨尔格相（Serzh Sargsyan）（2008年－）
  - 总理：季格兰·萨尔基相（Tigran Sarkisyan）（2008年－）
- 奧地利
  - 总统：海因茨·菲舍尔（Heinz Fischer）（2004年－）
  - 总理：维尔纳·法伊曼（Werner Faymann）（2008年－）
- 阿塞拜疆
  - 总统：伊利哈姆·阿利耶夫（Ilham Aliyev）（2003年－）
  - 总理：阿图尔·拉西扎德（Artur Rasizade）（2003年－）
- 白俄罗斯
  - 总统：亚历山大·卢卡申科（Aleksandr Lukashenko）（1994年－）
  - 总理：谢尔盖·西多尔斯基（Sergey Sidorsky）（2003年－）
- 比利时
  - 国王：阿尔贝二世（Albert II）（1993年－）
  - 首相：赫尔曼·范龙佩（Herman Van Rompuy）（2008年－）
- 波斯尼亚和黑塞哥维那
  - 主席团：
    - 塞族成员：内博伊沙·拉德曼诺维奇（Nebojša Radmanović）（2006年－）
    - 波族成员：哈里斯·西拉伊季奇（Haris Silajdžić）（2006年－）
    - 克族成员：热利科·科姆希奇（Željko Komšić）（2006年－）

  - 部长会议主席：尼古拉·什皮里奇（Nikola Špirić）（2007年－）
- 保加利亚
  - 总统：格奥尔基·珀尔瓦诺夫（Georgi Parvanov）（2002年－）
  - 部长会议主席：塞尔盖伊·斯塔尼舍夫（Sergey Stanishev）（2005年－）
- 克罗地亚
  - 总统：斯捷潘·梅西奇（Stjepan Mesić）（2000年－）
  - 总理：伊沃·萨纳德（Ivo Sanader）（2003年－）
- 捷克
  - 总统：瓦茨拉夫·克劳斯（Václav Klaus）（2003年－）
  - 总理：米雷克·托波拉内克（Mirek Topolánek）（2006年－）
- 塞浦路斯
  - 总统：季米特里斯·赫里斯托菲亚斯（Dimitris Christofias）（2008年－）
- 丹麦
  - 君主：玛格丽特二世（Margrethe II）（1972年－）
  - 首相：安诺斯·福格·拉斯穆森（Anders Fogh Rasmussen）（2001年－）
- 爱沙尼亚
  - 总统：托马斯·亨德里克·伊尔韦斯（Toomas Hendrik Ilves）（2006年－）
  - 总理：安德鲁斯·安西普（Andrus Ansip）（2005年－）
- 芬兰
  - 总统：塔里娅·哈洛宁（Tarja Halonen）（2000年－）
  - 总理：马蒂·万哈宁（Matti Vanhanen）（2003年－）
- 法国
  - 总统：尼古拉·萨科齐（Nicolas Sarkozy）（2007年－）
  - 总理：弗朗索瓦·菲永（François Fillon）（2007年－）
- 德国
  - 总统：霍斯特·克勒（Horst Köhler）（2004年－）
  - 总理：（Angela Merkel）（2005年－）
- 格鲁吉亚
  - 总统：米哈伊尔·萨卡什维利（Mikhail Saakashvili）（2008年－）
  - 总理：格里戈尔·姆加洛布利什维利（Grigol Mgaloblishvili）（2008年－）
- 希腊
  - 总统：卡罗洛斯·帕普利亚斯（Karolos Papoulias）（2005年－）
  - 总理：科斯塔斯·卡拉曼利斯（Costas Caramanlis）（2004年－）
- 匈牙利
  - 总统：绍约姆·拉斯洛（Sólyom László）（2005年－）
  - 总理：久尔恰尼·费伦茨（Gyurcsány Ferenc）（2004年－）
- 冰岛
  - 总统：奥拉维尔·拉格纳·格里姆松（ólafur Ragnar Grímsson）（1996年－）
  - 总理：盖尔·哈尔德（Geir Haarde）（2006-）
- 爱尔兰
  - 总统：玛丽·麦卡利斯（Mary McAleese）（1997年－）
  - 总理：布雷恩·考恩（Brian Cowen）（2008年－）
- 意大利
  - 总统：乔治·纳波利塔诺（Giorgio Napolitano）（2006年－）
  - 总理：西尔维奥·贝卢斯科尼（Silvio Berlusconi）（2008年－）
- 拉脫维亚
  - 总统：瓦尔季斯·扎特莱尔斯（Valdis Zatlers）（2007年－）
  - 总理：伊瓦尔斯·戈德马尼斯（Ivars Godmanis）（2007年－）
- 列支敦士登
  - 公爵：汉斯-亚当二世（Hans Adam II）（1989年－）
  - 摄政：阿洛伊斯王子（Prince Alois）（2004年－）
  - 首相：奥特马尔·哈斯勒（Otmar Hasler）（2001年－）
- 立陶宛
  - 总统：瓦尔达斯·阿达姆库斯（Valdas Adamkus）（2004年－）
  - 总理：安德留斯·库比留斯（Andrius Kubilius）（2008年－）
- 卢森堡
  - 大公：亨利（Henri）（2000年－）
  - 首相：让-克洛德·容克（Jean-Claude Juncker）（1995年－）
- 马其顿
  - 总统：格奥尔基·伊万诺夫（Gjorge Ivanov）（2009年－）
  - 总理：尼古拉·格鲁埃夫斯基（Nikola Gruevski）（2006年－）
- 馬爾他
  - 总统：埃迪·费内克·阿达米（Eddie Fenech Adami）（2004年－）
  - 总理：劳伦斯·贡齐（Lawrence Gonzi）（2004年－）
- 摩尔多瓦
  - 总统：弗拉迪米尔·沃罗宁（Vladimir Voronin）（2001年－）
  - 总理：季娜伊达·格雷恰尼（Zinaida Greceanîi）（2008年－）
- 摩纳哥
  - 亲王：阿尔贝二世（Albert II）（2005年－）
  - 国务大臣：让-保罗·普鲁斯特（Jean-Paul Proust）（2005年－）
- 黑山
  - 总统：菲利普·武亚诺维奇（Filip Vujanović）（2002年－）
  - 总理：米洛·久卡诺维奇（Milo Đukanović）（2008年－）
- 荷兰
  - 君主：贝娅特丽克丝女王（Beatrix）（1980年－）
  - 首相：扬·彼得·巴尔克嫩德（Jan Peter Balkenende）（2002年－）
- 挪威
  - 君主：哈拉尔五世（Harald V）（1991年－）
  - 首相：延斯·斯托尔滕贝格（Jens Stoltenberg）（2005年－）
- 波兰
  - 总统：莱赫·卡钦斯基（Lech Kaczyński）（2005年－）
  - 总理：多纳尔德·图斯克（Donald Tusk）（2007年－）
- 葡萄牙
  - 总统：阿尼巴尔·卡瓦科·席尔瓦（Aníbal Cavaco Silva）（2006年－）
  - 总理：若泽·苏格拉底（José Sócrates）（2005年－）
- 罗马尼亚
  - 总统：特拉扬·伯塞斯库（Traian Băsescu）（2004年－）
  - 总理：埃米尔·博克（Emil Boc）（2008年－）
- 俄罗斯
  - 总统：德米特里·梅德韦杰夫（Dmitry Medvedev）（2008年－）
  - 总理：弗拉基米尔·普京（Vladimir Putin）（2008年－）
- 圣马力诺
  - 执政官：埃内斯托·贝内代蒂尼（Ernesto Benedettini）和阿孙塔·梅洛尼（Assunta Meloni）（2008年－）
- 塞尔维亚
  - 总统：鲍里斯·塔迪奇（Boris Tadić）（2004年－）
  - 总理：米尔科·茨韦特科维奇（Mirko Cvetković）（2008年－）
- 斯洛伐克
  - 总统：伊万·加什帕罗维奇（Ivan Gašparovič）（2004年－）
  - 总理：罗伯特·菲科（Robert Fico）（2006年－）
- 斯洛维尼亚
  - 总统：达尼洛·蒂尔克（Danilo Türk）（2007年－）
  - 总理：博鲁特·帕霍尔（Borut Pahor）（2008年－）
- 西班牙
  - 君主：胡安·卡洛斯一世（Juan Carlos I）（1975年－）
  - 首相：何塞·路易斯·罗德里格斯·萨帕特罗（José Luis Rodríguez Zapatero）（2004年－）
- 瑞典
  - 君主：卡尔十六世·古斯塔夫（Carl XVI Gustaf）（1973年－）
  - 首相：弗雷德里克·赖因费尔特（Fredrik Reinfeldt）（2006年－）
- 瑞士
  - 联邦委员会：莫里茨·洛伊恩贝格尔（Moritz Leuenberger）（1995年－）、帕斯卡尔·科切平（Pascal Couchepin）（1998年－）、米舍利娜·卡尔米-雷伊（Micheline Calmy-Rey）（2002年－）、汉斯-鲁道夫·默茨（Hans-Rudolf Merz）（2003年－）、多里斯·勒塔尔德（Doris Leuthard）（2006年－）、埃夫利娜·威德默-施伦普夫（Eveline Widmer-Schlumpf）（2008年－）、于利·毛雷尔（Ueli Maurer）（2009年－）
- 土耳其
  - 总统：阿卜杜拉·居尔（Abdullah Gül）（2007年－）
  - 总理：雷杰普·塔伊普·埃尔多安（Recep Tayyip Erdoğan）（2003年－）
- 乌克兰
  - 总统：维克托·尤先科（Victor Yushchenko）（2005年－）
  - 总理：尤利娅·季莫申科（Yulia Tymoshenko）（2007年－）
- 英国
  - 君主：伊莉莎白二世（Elizabeth II）（1952年－）
  - 首相：戈登·布朗（Gordon Brown）（2007年－）
- 梵蒂冈
  - 教宗：本笃十六世（Benedict XVI）（2005年－）
  - 国务卿：枢机塔尔齐西奥·贝尔托内

## 中东
- 巴林
  - 国王：哈马德·本·伊萨·阿勒哈利法（Hamad bin Isa Al Khalifa）（1999年－）
  - 首相：哈利法·本·萨勒曼·阿勒哈利法（Khalifa bin Salman Ali Khalifa）（1971年－）
- 埃及
  - 总统：胡斯尼·穆巴拉克（Hosni Mubarak）（1981年－）
  - 总理：艾哈迈德·纳齐夫（Ahmed Nazif）（2004年－）
- 伊朗
  - 精神领袖：阿里·哈梅內伊（Ali Khamenei）（1989年－）
  - 总统：马哈茂德·艾哈迈迪内贾德（Mahmoud Ahmadinejad）（2005年－）
- 伊拉克
  - 总统：贾拉勒·塔拉巴尼（Jalal Talabani）（2005年－）
  - 总理：努里·马利基（Nuri al-Maliki）（2006年－）
- 以色列
  - 总统：希蒙·佩雷斯（Shimon Peres）（2007年－）
  - 总理：埃胡德·奥尔默特（Ehud Olmert）（2006年－）
- 约旦
  - 国王：阿卜杜拉二世（Abdullah II）（1999年－）
  - 首相：纳迪尔·达哈比（Nader al-Dahabi）（2007年－）
- 科威特
  - 埃米尔：萨巴赫·艾哈迈德·贾比尔·萨巴赫（Sabah al-Ahmad al-Jabir al-Sabah）（2006年－）
  - 首相：纳赛尔·穆罕默德·艾哈迈德·萨巴赫（Nasser Al-Mohammed Al-Ahmed Al-Sabah）（2006年－）
- 黎巴嫩
  - 总统：米歇尔·苏莱曼（Michel Sleiman）（2008年－）
  - 总理：福阿德·西尼乌拉（Fouad Siniora）（2005年－）
- 阿曼
  - 苏丹：卡布斯·本·赛义德（Qaboos Bin Said）（1970年－）
  - 首相：卡布斯·本·赛义德（Qaboos Bin Said）（1972年－）
- 巴勒斯坦（巴勒斯坦民族权力机构）
  - 主席：马哈茂德·阿巴斯（Mahmoud Abbas）（2005年－）
  - 总理：萨拉姆·法耶兹（Salam Fayyad）（2007年－）
- 卡塔尔
  - 埃米尔：哈马德·伊本·哈利法·阿勒萨尼（Hamad ibn Khalifa Al Thani）（1995年－）
  - 首相：哈马德·伊本·贾比尔·阿勒萨尼（Hamad ibn Jaber Al Thani）（2007年－）
- 沙特阿拉伯
  - 国王：阿卜杜拉·本·阿卜杜勒-阿齐兹（Abdullah bin Abdul Aziz）（2005年－）
  - 首相：阿卜杜拉·本·阿卜杜勒-阿齐兹（Abdullah bin Abdul Aziz）（2005年－）
- 叙利亚
  - 总统：巴沙尔·阿萨德（Bashar al-Assad）（2000年－）
  - 总理：穆罕默德·纳吉·奥塔里（Muhammad Naji al-Otari）（2003年－）
- 阿拉伯联合酋长国
  - 总统：哈利法·本·扎耶德·阿勒纳哈扬（Khalifa bin Zayed Al Nahayan）（2004年－）
  - 总理：穆罕默德·本·拉希德·拉勒马克图姆（Mohammed bin Rashid Al Maktoum）（2006年－）
- 也门
  - 总统：阿里·阿卜杜拉·萨利赫（Ali Abdullah Saleh）（1990年－）
  - 总理：阿里·穆罕默德·穆朱尔（Ali Mohammed Mujur）（2007年－）

## 北美洲
- 安提瓜和巴布达
  - 君主：伊莉莎白二世（Elizabeth II）（1981年－）
  - 总督：路易丝·莱克-塔克（Louise Lake-Tack）（2007年－）
  - 总理：鲍德温·斯潘塞（Baldwin Spencer）（2004年－）
- 阿鲁巴（荷兰）
  - 君主：（Queen Beatrix）（1980年－）
  - 总督：弗雷迪斯·雷丰卓（Fredis Refunjol）（2004年－）
  - 总理：内尔松·O·奥杜贝（Nelson O. Oduber）（2001年－）
- 巴哈马
  - 君主：伊莉莎白二世（Elizabeth II）（1973年－）
  - 总督：阿瑟·戴恩·汉纳（Arthur Dion Hanna）（2006年－）
  - 总理：休伯特·英格拉哈姆（Hubert Ingraham）（2007年－）
- 巴巴多斯
  - 君主：伊莉莎白二世（Elizabeth II）（1966年－）
  - 总督：克利福德·赫斯本兹（Clifford Husbands）（1996年－）
  - 总理：戴维·汤普森（David Thompson）（2008年－）
- 伯利兹
  - 君主：伊莉莎白二世（Elizabeth II）（1981年－）
  - 总督：科尔维尔·扬（Colville Young）（1993年－）
  - 总理：迪安·巴罗（Dean Barrow）（2008年－）
- 加拿大
  - 君主：伊莉莎白二世（Elizabeth II）（1952年－）
  - 总督：米歇尔·让（Michaëlle Jean）（2005年－）
  - 总理：斯蒂芬·哈珀（Stephen Harper）（2006年－）
- 哥斯达黎加
  - 总统：奥斯卡·阿里亚斯（óscar Arias）（2006年－）
- 古巴
  - 国务委员会主席：劳尔·卡斯特罗（Raúl Castro）（2008年－）
  - 部长会议主席：劳尔·卡斯特罗（Raúl Castro）（2008年－）
- 多米尼克
  - 总统：尼古拉斯·利物浦（Nicholas Liverpool）（2003年－）
  - 总理：罗斯福·斯凯里特（Roosevelt Skerrit）（2004年－）
- 多明尼加
  - 总统：莱昂内尔·费尔南德斯（Leonel Fernández）（2004年－）
- 萨尔瓦多
  - 总统：安东尼奥·萨卡（Antonio Saca）（2004年－）
- 格林纳达
  - 君主：伊莉莎白二世（Elizabeth II）（1974年－）
  - 总督：卡莱尔·格林（Carlyle Glean）（2008年－）
  - 总理：蒂尔曼·托马斯（Tillman Thomas）（2008年－）
- 危地马拉
  - 总统：阿尔瓦罗·科洛姆（Álvaro Colom）（2008年－）
- 海地
  - 总统：勒内·普雷瓦尔（René Préval）（2006年－）
  - 总理：米谢勒·皮埃尔-路易（Michèle Pierre-Louis）（2008年－）
- 洪都拉斯
  - 总统：
    1. 曼努埃尔·塞拉亚（Manuel Zelaya）（2006年－2009年）
    2. 罗伯特·米契列地（2009年—）
- 牙买加
  - 君主：伊莉莎白二世（Elizabeth II）（1962年－）
  - 总督：肯尼思·霍尔（Kenneth Hall）（2006年至今）
  - 总理：布鲁斯·戈尔丁（Bruce Golding）（2007年－）
- 墨西哥
  - 总统：费利佩·卡尔德龙（Felipe Calderón）（2006年－）
- 荷属安的列斯（荷兰）
  - 君主：（Queen Beatrix）（1980年－）
  - 总督：弗里茨·胡德赫德拉赫（Frits Goedgedrag）（2002年－）
  - 总理：埃米莉·德容-埃赫（Emily de Jongh-Elhage）（2006年－）
- 尼加拉瓜
  - 总统：丹尼尔·奥尔特加（Daniel Ortega）（2007年－）
- 巴拿马
  - 总统：马丁·托里霍斯（Martín Torrijos）（2004年－）
- 圣基茨和尼维斯
  - 君主：伊莉莎白二世（Elizabeth II）（1983年－）
  - 总督：卡思伯特·塞巴斯蒂安（Cuthbert Sebastian）（1996年－）
  - 总理：登齐尔·道格拉斯（Denzil Douglas）（1995年－）
- 圣卢西亚
  - 君主：伊莉莎白二世（Elizabeth II）（1979年－）
  - 总督：皮尔莱特·路易丝（Pearlette Louisy）（1997年－）
  - 总理：斯蒂芬森·金（Stephenson King）（2007年－）
- 圣文森特和格林纳丁斯
  - 君主：伊莉莎白二世（Elizabeth II）（1979年－）
  - 总督：弗雷德里克·巴兰坦（Frederick Ballantyne）（2002年－）
  - 总理：拉尔夫·冈萨尔维斯（Ralph Gonsalves）（2001年－）
- 特立尼达和多巴哥
  - 总统：乔治·马克斯韦尔·理查兹（George Maxwell Richards）（2003年－）
  - 总理：帕特里克·曼宁（Patrick Manning）（2001年－）
- 美国
  - 总统：
    1. 乔治·W·布什（George W. Bush）（2001年－2009年）
    2. 贝拉克·奥巴马（Barack Obama）（2009年－）

## 大洋洲
- 美属萨摩亚
  - 总督：托吉奥拉·图拉福诺（Togiola Tulafono）（2003年－）
- 澳大利亚
  - 君主：伊丽莎白二世（Elizabeth II）（1952年－）
  - 总督：昆廷·布赖斯（Quentin Bryce）（2008年－）
  - 总理：陆克文（Kevin Rudd）（2007年－）
- 斐济
  - 总统：约瑟法·伊洛伊洛（Josefa Iloilo）（2000年－）
  - 总理：弗兰克·姆拜尼马拉马（Frank Bainimarama）（2007年－）
- 基里巴斯
  - 总统：汤安诺（Anote Tong）（2003年－）
- 马绍尔群岛
  - 总统：利托克瓦·托梅因（Litokwa Tomeing）（2008年－）
- 密克罗尼西亚联邦
  - 总统：曼尼·莫里（Manny Mori）（2007年－）
- 瑙鲁
  - 总统：马库斯·斯蒂芬（Marcus Stephen）（2007年－）
- 新西兰
  - 君主：伊丽莎白二世（Elizabeth II）（1952年－）
  - 总督：阿南德·萨蒂亚南德（Anand Satyanand）（2006年）
  - 总理：约翰·凯伊（John Key）（2008年－）
- 帕劳
  - 总统：
    1. 汤米·雷门格绍（Tommy Remengesau）（2001年－2009年）
    2. 约翰逊·托里宾（Johnson Toribiong）（2009年－）
- 巴布亚新几内亚
  - 君主：伊丽莎白二世（Elizabeth II）（1975年－）
  - 总督：波利亚斯·马塔内（Paulias Matane）（2004年－）
  - 总理：迈克尔·索马雷（Michael Somare）（2002年－）
- 萨摩亚
  - 国家元首：图普阿·塔马塞塞·图普奥拉·图福加·埃菲（Tupua Tamasese Tupuola Tufuga Efi）（2007年－）
  - 总理：图伊莱帕·赛莱莱·马列莱高伊（Tuila'epa Sailele Malielegaoi）（1998年－）
- 索罗门群岛
  - 君主：伊丽莎白二世（Elizabeth II）（1978年－）
  - 总督：纳撒尼尔·维纳（Nathaniel Waena）（2004年－）
  - 总理：德里克·希库阿（Derek Sikua）（2007年－）
- 汤加
  - 国王：乔治·图普五世（George Tupou V）（2006年－）
  - 首相：费莱蒂·塞韦莱（Feleti Sevele）（2006年－）
- 图瓦卢
  - 君主：伊丽莎白二世（Elizabeth II）（1978年－）
  - 总督：Filoimea Telito（2005年－）
  - 总理：Apisai Ielemia（2004年－）
- 瓦努阿图
  - 总统：
    1. 卡尔科特·马塔斯凯莱凯莱（Kalkot Mataskelekele）（2004年－2009年）
    2. 马克西姆·卡洛特·科尔曼（Maxime Carlot Korman）（2009年，代理）
    3. 约卢·阿比尔（Iolu Abil）（2009年－）

  - 总理：爱德华·纳塔佩（Edward Natapei）（2008年－）

## 南美洲
- 阿根廷
  - 总统：克里斯蒂娜·费尔南德斯·德基什内尔（Cristina Fernández de Kirchner）（2007年－）
- 玻利维亚
  - 总统：埃沃·莫拉莱斯（Evo Morales）（2006年－）
- 巴西
  - 总统：路易斯·伊纳西奥·卢拉·达席尔瓦（Luiz Inácio Lula da Silva）（2003年－）
- 智利
  - 总统：米歇尔·巴切莱特（Michelle Bachelet）（2006年－）
- 哥伦比亚
  - 总统：阿尔瓦罗·乌里韦（álvaro Uribe）（2002年－）
- 厄瓜多尔
  - 总统：拉斐尔·科雷亚（Rafael Correa）（2007年－）
- 圭亚那
  - 总统：巴拉特·贾格迪奥（Bharrat Jagdeo）（1999年－）
  - 总理：萨姆·海因兹（Sam Hinds）（1999年－）
- 巴拉圭
  - 总统：费尔南多·卢戈（Fernando Lugo）（2008年－）
- 秘鲁
  - 总统：阿兰·加西亚（Alan García）（2006年－）
  - 总理：耶乌德·西蒙（Yehude Simon）（2008年－）
- 苏里南
  - 总统：罗纳德·韦内蒂安（Ronald Venetiaan）（2000年－）
- 乌拉圭
  - 总统：塔瓦雷·巴斯克斯（Tabaré Vázquez）（2005年－）
- 委内瑞拉
  - 总统：乌戈·查韦斯（Hugo Chávez）（1999年－）